# Daewoo Kalos

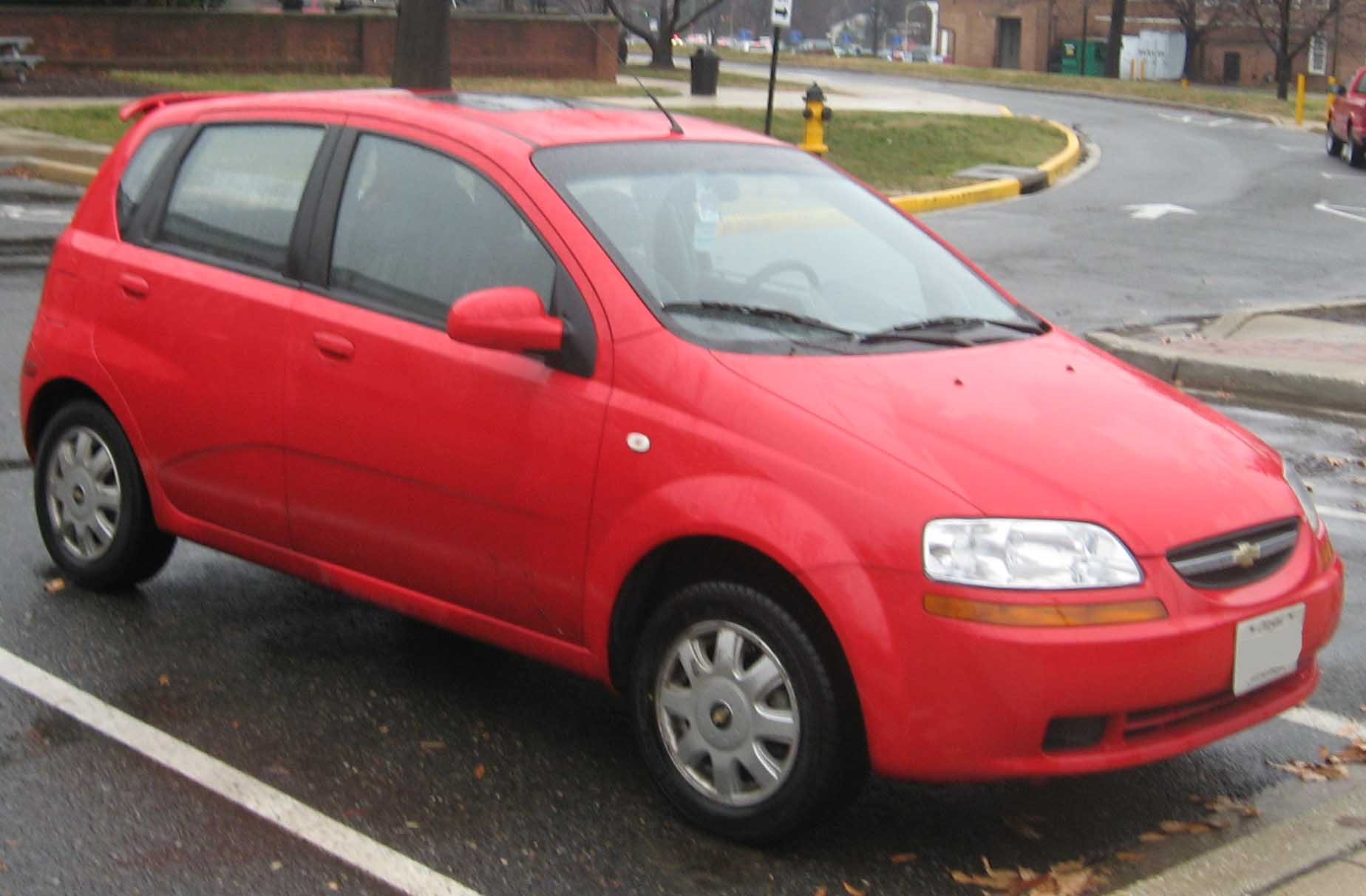
Chevrolet Aveo

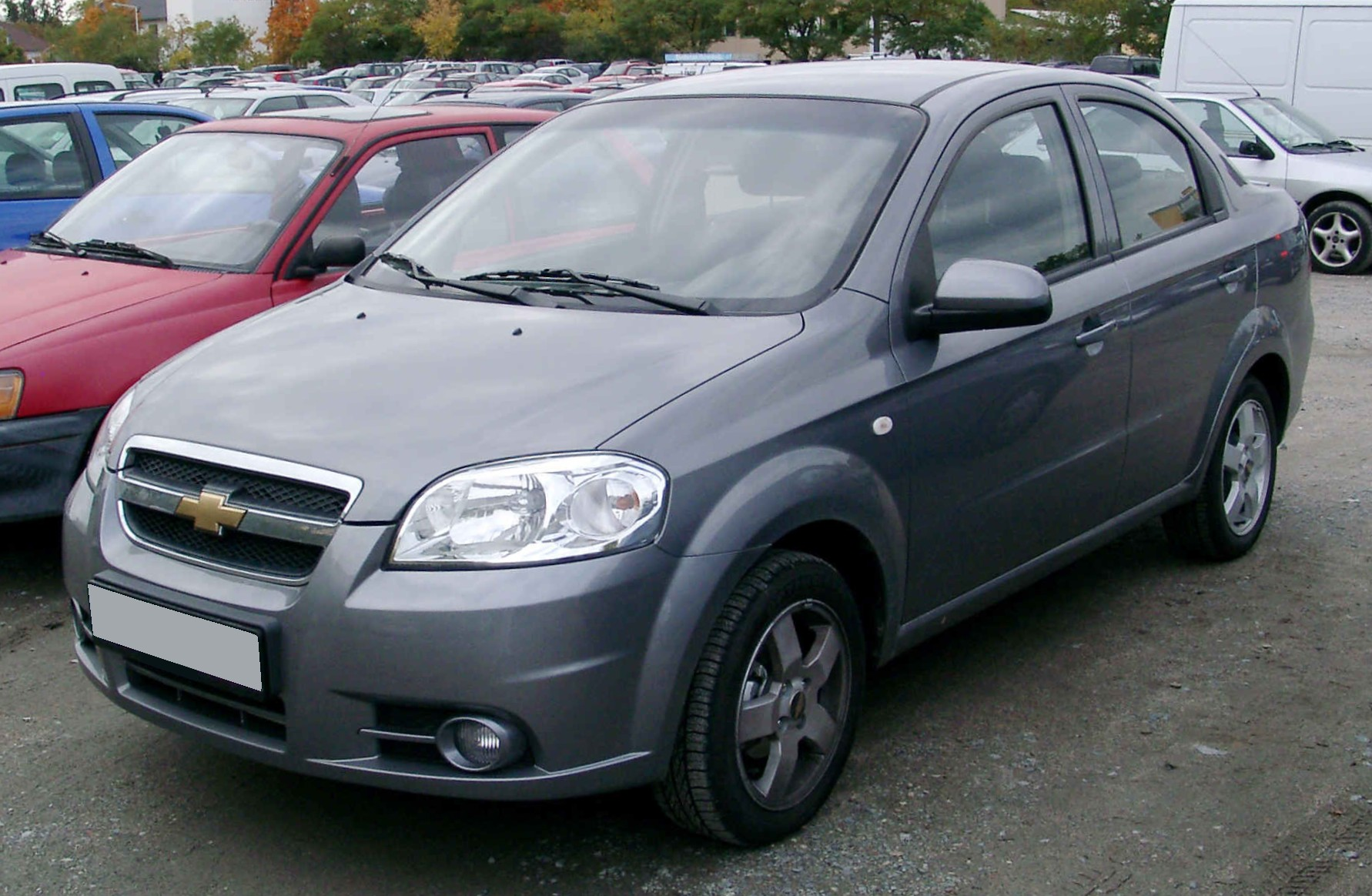
2008 Sedan

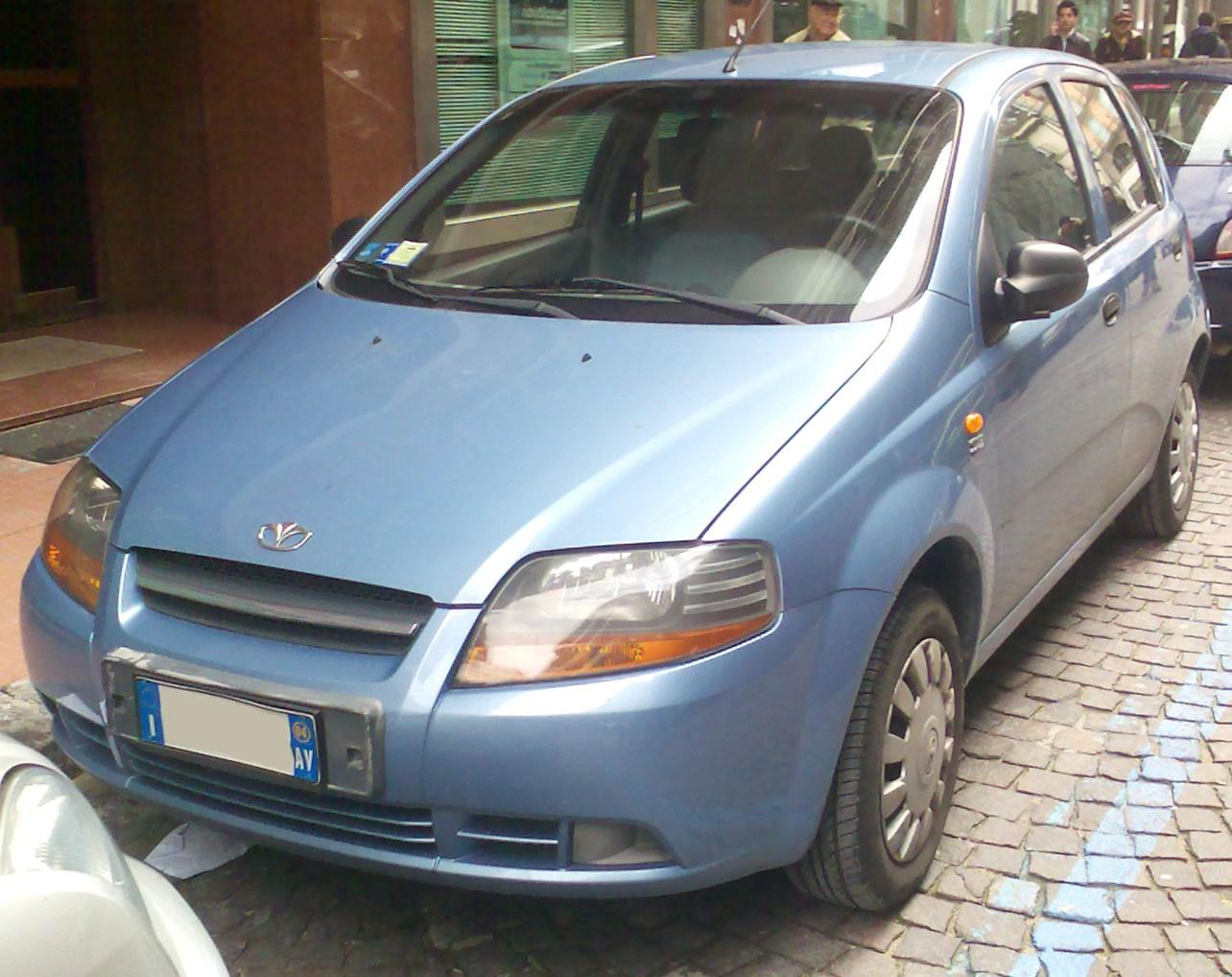
2004 Daewoo Kalos

Daewoo Kalos je osobní automobil segmentu B (malé vozy).
Daewoo Kalos je prodáván od roku 2002 v provedení hatchback a od roku 2003 i jako sedan. V roce 2004 došlo k přejmenování značky a vůz je dále prodáván pod názvem Chevrolet Aveo. Roku 2006 byl sedan zmodernizován, hatchback prošel modernizací v roce 2008. Design vytvořil Giorgetto Giugiaro. Vyrábí se v jihokorejském závodě Bupyong.

## Technické specifikace
Daewoo Kalos je prodáván s benzinovými čtyřválcovými motory o objemu 1,2 a 1,4 l s výkonem od 53 do 69 kW, v budoucnosti se plánuje také maloobjemový diesel. Motory jsou uložené vpředu napříč a pohánějí přední kola.
Řazení zprostředkovává pětistupňová manuální, nebo čtyřstupňová automatická převodovka. V nárazových testech Euro-NCAP obdržel Kalos tři hvězdičky z pěti možných, v „B crashtestu NHTSA“ obdržel Kalos pět hvězdiček z pěti možných. Sedan v testech Euro-NCAP obdržel hvězdičku jednu a druhou přeškrtnutou.
| Délka         | 3880 mm (sedan: 4235 mm) |
| Rozvor náprav | 2480 mm                  |
| Šířka         | 1670 mm                  |
| Výška         | 1495 mm                  |